# Grande Prémio Internacional de Torres Vedras-Troféu Joaquim Agostinho 2004
Il Grande Prémio Internacional de Torres Vedras-Troféu Joaquim Agostinho 2004, ventisettesima edizione della corsa, si svolse dal 7 all'11 luglio 2004 su un percorso di 620 km ripartiti in 5 tappe, con partenza da Silveira e arrivo a Torres Vedras. Fu vinto dallo spagnolo David Bernabéu della Milaneza Maia davanti al portoghese Nelson Victorino e al bulgaro Danail Petrov.

## Tappe
| Tappa  | Data      | Percorso                                          | km  | Vincitore di tappa | Leader cl. generale |
| ------ | --------- | ------------------------------------------------- | --- | ------------------ | ------------------- |
| 1ª     | 7 luglio  | Silveira > Torres Vedras                          | 150 | Danail Petrov      | Danail Petrov       |
| 2ª     | 8 luglio  | Azambuja > Lourinhã                               | 162 | Ángel Edo          | Ángel Edo           |
| 3ª     | 9 luglio  | Sobral de Monte Agraço > Alto de Montejunto       | 149 | Alexis Rodríguez   | David Bernabéu      |
| 4ª     | 10 luglio | Praia da Areia Branca > Lisbona                   | 143 | Alberto Benito     | David Bernabéu      |
| 5ª     | 11 luglio | Torres Vedras > Torres Vedras (cron. individuale) | 16  | Rubén Plaza        | David Bernabéu      |
| Totale | Totale    | Totale                                            | 620 |                    |                     |

## Dettagli delle tappe

### 1ª tappa
- 7 luglio: Silveira > Torres Vedras – 150 km

| Pos. | Corridore                   | Squadra      | Tempo    |
| ---- | --------------------------- | ------------ | -------- |
| 1    | Danail Petrov               | Carvalhelhos | 3h51'47" |
| 2    | Pedro Miguel Miranda Soeiro | Carvalhelhos | s.t.     |
| 3    | Radoslaw Romianik           | Hoop CCC     | s.t.     |

| Pos. | Corridore                   | Squadra    | Tempo    |
| ---- | --------------------------- | ---------- | -------- |
| 1    | Danail Petrov               |            | 3h51'37" |
| 2    | Pedro Miguel Miranda Soeiro |            | a 4"     |
| 3    | Jon Bru Pascal              | L.A. Pecol | a 5"     |

### 2ª tappa
- 8 luglio: Azambuja > Lourinhã – 162 km

| Pos. | Corridore           | Squadra              | Tempo    |
| ---- | ------------------- | -------------------- | -------- |
| 1    | Ángel Edo           | Milaneza Maia        | 3h58'14" |
| 2    | Shinichi Fukushima  | Bridgestone          | s.t.     |
| 3    | José Cayetano Juliá | Comunidad Valenciana | s.t.     |

| Pos. | Corridore                   | Squadra       | Tempo    |
| ---- | --------------------------- | ------------- | -------- |
| 1    | Ángel Edo                   | Milaneza Maia | 7h49'50" |
| 2    | Danail Petrov               |               | a 10"    |
| 3    | Pedro Miguel Miranda Soeiro |               | a 14"    |

### 3ª tappa
- 9 luglio: Sobral de Monte Agraço > Alto de Montejunto – 149 km

| Pos. | Corridore        | Squadra       | Tempo    |
| ---- | ---------------- | ------------- | -------- |
| 1    | Alexis Rodríguez | Beppi         | 3h59'18" |
| 2    | David Bernabéu   | Milaneza Maia | s.t.     |
| 3    | Nelson Victorino | Würth         | a 11"    |

| Pos. | Corridore        | Squadra       | Tempo     |
| ---- | ---------------- | ------------- | --------- |
| 1    | David Bernabéu   | Milaneza Maia | 11h49'22" |
| 2    | Nelson Victorino | Würth         | a 13"     |
| 3    | Danail Petrov    |               | a 22"     |

### 4ª tappa
- 10 luglio: Praia da Areia Branca > Lisbona – 143 km

| Pos. | Corridore                   | Squadra      | Tempo    |
| ---- | --------------------------- | ------------ | -------- |
| 1    | Alberto Benito              | Antarte      | 3h17'27" |
| 2    | Pedro Miguel Miranda Soeiro | Carvalhelhos | s.t.     |
| 3    | Hayden Roulston             | Cofidis      | s.t.     |

| Pos. | Corridore        | Squadra       | Tempo     |
| ---- | ---------------- | ------------- | --------- |
| 1    | David Bernabéu   | Milaneza Maia | 15h06'49" |
| 2    | Nelson Victorino | Würth         | a 13"     |
| 3    | Danail Petrov    |               | a 22"     |

### 5ª tappa
- 11 luglio: Torres Vedras > Torres Vedras (cron. individuale) – 16 km

| Pos. | Corridore                      | Squadra       | Tempo  |
| ---- | ------------------------------ | ------------- | ------ |
| 1    | Rubén Plaza                    |               | 24'14" |
| 2    | David Bernabéu                 | Milaneza Maia | a 3"   |
| 3    | Sergio Miguel Moreira Paulinho | L.A. Pecol    | a 17"  |

| Pos. | Corridore        | Squadra       | Tempo     |
| ---- | ---------------- | ------------- | --------- |
| 1    | David Bernabéu   | Milaneza Maia | 15h31'06" |
| 2    | Nelson Victorino | Würth         | a 40"     |
| 3    | Danail Petrov    | Carvalhelhos  | a 59"     |

## Classifiche finali

### Classifica generale
| Pos. | Corridore                      | Squadra               | Tempo     |
| ---- | ------------------------------ | --------------------- | --------- |
| 1    | David Bernabéu                 | Milaneza Maia         | 15h31'06" |
| 2    | Nelson Victorino               | Würth-Bom Petisco     | a 40"     |
| 3    | Danail Petrov                  | Carvalhelhos-Boavista | a 59"     |
| 4    | Radoslaw Romianik              | Hoop CCC-Polsat       | a 1'01"   |
| 5    | Rui Lavarinhas                 | Milaneza Maia         | a 1'02"   |
| 6    | Andrej Zinčenko                | Milaneza Maia         | a 1'20"   |
| 7    | Sergio Miguel Moreira Paulinho | L.A. Pecol            | a 1'28"   |
| 8    | Joaquim Andrade                | Würth-Bom Petisco     | a 1'32"   |
| 9    | Nuño Ribeiro                   | L.A. Pecol            | s.t.      |
| 10   | Alexis Rodríguez               | Beppi-Ovarense        | a 1'42"   |